# Танка линија смрти
Танка линија смрти (енгл. „Flatliners“) је амерички трилер филм из 1990. са Кифером Садерландом у главној улози. Радња филма састоји се у истраживању групе студената о животу после смрти.

## Радња
Филм почиње са Нелсоном (Кифер Сатерленд), студентом медицине, који каже: „Данас је добар дан за умирање“. Нелсон покушава да убеди Џоа Хурлија, Дејвида Лабрачија, Ренди Гласа и Рејчел Манус - четворо његових другова из разреда - у експеримент. Он жели да доживи клиничку смрт у року од једног минута, након чега ће његови помоћници морати да изврше реанимацију. Разлог за овај експеримент била је Нелсонова неодољива жеља да сазна да ли заиста постоји живот после смрти. Нелсонови другови из разреда су веома опрезни према његовом предлогу, али након дуге расправе, петорица ученика одлучују да покушају. Упркос неким потешкоћама, успевају да га успешно врате у живот. Успех експеримента подстиче остале (све осим Рендија) да ураде исто што и Нелсон, и то свако из својих разлога.
Готово одмах након експеримента, сваки учесник почиње да види чудне појаве. Нелсон види дечака који не само да му бљесне пред очима, већ га и физички туче. Ово је Били Махони, којег су он и његови пријатељи отровали као дете, а затим случајно убили бацивши га каменом. Јое је, будући да је верен, плејбој ван контроле, а на телевизији виђа голе жене које је тајно снимао када је имао секс са њима. У возу, Давид изненада угледа тамнопуту девојку која га на све могуће начине вређа уз смех других путника. Нелсон и Џо су једини који ћуте о својим визијама, али током експеримента са Рејчел, Дејвид открива да доживљава чудна искуства. Он на крају убеђује остале да прекину Рејчелин експеримент, али им кратки спој једва дозвољава да је врате.
Дејвид затим објашњава шта му се дешава: девојчица која се појављује у његовим визијама је његова бивша другарица из разреда Вини Хикс, коју су он и његови пријатељи малтретирали као дете на основу расне мржње. Ово тера Џоа да прича о својој визији. Након тога, Нелсон признаје да је мистериозни дечак којег замишља Били Махони, којег је убио као дете. Они схватају да то нису халуцинације, већ неки део стварности. Нелсон каже да су преживели смрт и да су стога ушли на непознату територију. Рејчел прогања визија у присуству њеног оца, за кога се испоставило да је наркоман, а када је за то случајно сазнала са пет година, извршио је самоубиство.
Дејвид проналази исту девојчицу да јој се извини, Вини му опрашта и захваљује му се са сузама у очима. У овом тренутку, Нелсон се туче са Билијем Махонијем, али непријатељ је невидљив за Дејвида, али он прискаче у помоћ пријатељу и они се враћају у град.
Када се Нелсон и Дејвид врате, Рејчел, која је имала још једну визију свог оца током теста, говори осталима шта јој се дешава и подругљиво захваљује Нелсону на ноћној мори. Избија свађа. Рејчел бежи, али је Давид сустиже и смирује. Одлази у њену кућу где воде љубав.
Рејчел прелази преко себе и разговара са оцем, који је моли за опроштај. Они се грле и искрено опраштају једно другом, након чега кривица нестаје и визије престају да прогањају Рејчел. Џоова вереница проналази његове видео снимке, гледа их и раскине са њим, након чега визије девојака нестају.
Али Нелсон, који не престаје да јури Билија, одлучује се на екстреман корак. Зове Рејчел са говорнице и каже да намерава да све прекине, након чега одлази на место где су они спроводили своје експерименте и на себи обавља процедуру. Види да га Били убија на исти начин на који га је Нелсон убио као дете, након чега му Били опрашта, осмехује се, одмахује руком и одлази заувек. Нелсонови пријатељи, који су на време погодили где се налази, неким чудом успевају да га спасу. Једна од последњих реченица филма је „Нисам био спреман да умрем данас“, коју говори и Нелсон.

## Улоге
| Глумац          | Улога       |
| --------------- | ----------- |
| Кифер Садерланд | Нелсон Рајт |
| Џулија Робертс  | Рејчел      |
| Кевин Бејкон    | Дејвид      |
| Вилијам Болдвин | Џо Харли    |
| Оливер Плат     | Ренди       |
| Кимберли Скот   | Вини Хајкс  |
| Хоуп Дејвис     | Ен Колдрен  |